# Cookie Jar
Cookie Jar (estilizado como #CookieJar), es el EP debut japonés del grupo surcoreano Red Velvet. Fue publicado el 4 de julio de 2018 por Avex Trax. El disco contiene seis canciones, incluyendo el sencillo «Cookie Jar».

## Antecedentes y lanzamiento
Cuatro meses después del lanzamiento de The Perfect Red Velvet, la reedición de Perfect Velvet (2017), Red Velvet anunció mediante su gira Red Room en Tokio que debutarían en el mercado japonés con la publicación de su primer EP en dicho idioma. El 20 de junio de 2018, SM Entertanment a través de su canal oficial de YouTube, lanzó dos teasers para el videoclip de «Cookie Jar». Días después, las imágenes teasers del álbum fueron liberadas en las redes sociales del grupo. También la lista de canciones, la cual incluiría tres canciones completamente nuevas y tres previamente lanzadas en coreano, «Dumb Dumb», «Russian Roulette» y «Red Flavor», fue publicada en la página oficial en japonés del grupo. Finalmente, el 4 de julio de 2018, el EP fue lanzado. 

## Vídeo musical
«Cookie Jar» fue lanzado en conjunto con el álbum el 4 de julio, pero el videoclip del sencillo fue lanzado el 21 de junio. El vídeo musical de la canción presenta las cinco miembros en looks retro inspirados en los años 1960, 1970 y 1980, mientras que descubren un bote de galletas mágicas en el bosque y, después de comer las galletas, se despiertan en una casa de Neón y, pastel lleno de dulces, sin embargo las chicas preparan una poción antes de dar una mordida a sus dulces, sólo para descubrir que no son lo que parecen ser.

## Lista de canciones
| Cookie Jar |                                    |        |                                                           |         |          |  |
| N.º        | Título                             | Letras | Música                                                    | Arreglo | Duración |  |
| 1.         | «#Cookie Jar»                      |        |                                                           |         |          |  |
| 2.         | «Aitai-tai»                        |        |                                                           |         |          |  |
| 3.         | «‘Cause it’s you»                  |        |                                                           |         |          |  |
| 4.         | «Dumb Dumb» (Japanese ver.)        |        | LDN Noise, Deanna Dellacioppa, Taylor Parks, Ryan S. Jhun |         | 3:22     |  |
| 5.         | «Russian Roulette» (Japanese ver.) |        | Albi Albertsson, Belle Humble, Markus Lindell             |         | 3:31     |  |
| 6.         | «Red Flavor» (Japanese ver.)       |        | Caesar & Loui                                             |         | 3:11     |  |

## Posicionamiento en listas
| Lista (2018)                            | Mejor posición |
| --------------------------------------- | -------------- |
| Japón (Oricon)                          | 3              |
| Japón (Billboard Japan Hot Albums)      | 4              |
| Estados Unidos (Billboard World Albums) | 13             |